# NA-2160
La NA-2160 comunica el mirador de Arbaiun con la NA-178.

## Recorrido
| Denominación | Kilómetro | Salida                        | Carretera                     | Dirección                     |
| ------------ | --------- | ----------------------------- | ----------------------------- | ----------------------------- |
| NA-2160      | 0         |                               | NA-178                        | Lumbier Pamplona              |
| NA-2160      | 1         | Travesía de la Foz de Arbayún | Travesía de la Foz de Arbayún | Travesía de la Foz de Arbayún |
| NA-2160      | 3         |                               | NA-178                        | Navascués Ochagavía           |

- Datos: Q30908868